# بیل‌خزندگان
بیل‌خزندگان (نام علمی: Lystrosauridae) نام یک خانواده از راسته ددکمانان است.